# 格魯弗維爾 (喬治亞州)
格魯弗維爾（英語：Grooverville）是位於美國喬治亞州布魯克斯縣的一個非建制地區。該地的面積和人口皆未知。

## 地理
格魯弗維爾的座標為30°43′44″N 83°42′54″W / 30.72889°N 83.71500°W，而該地的平均海拔高度為64米（即210英尺）。